# Мержаново (Неклиновский район)
Мержаново — хутор в Неклиновском районе Ростовской области.
Входит в состав Синявского сельского поселения.

## География
Мержаново находится в живописной местности на высоком берегу Таганрогского залива.

### Улицы
| - ул. Береговая, - ул. Буденного, - ул. Железнодорожная, - ул. Новая, - ул. Первомайская, - ул. Садовая, - ул. Строителей, | - пер. Дачный, - пер. Железнодорожный, - пер. Октябрьский, - пер. Суворовский, - пер. Узенький. - пер. Комсомольский |
| | |
| | |

## История
Принято считать, что изначально на месте хутора было поместье помещика фамилия которого была Мержанов. От этой фамилии и произошло название хутора. В Мержанове особо распространены три фамилии: Глуховы, Лесниковы и Коренякины. Местное предание гласит, что именно эти три крепостные семьи и привез с собой помещик Мержанов, они в дальнейшем и явились первыми и основополагающими жителями хутора.
Богатый ценнейшими породами рыб, залив способствовал развитию рыболовецкого промысла. Во времена советской власти были основаны колхозы, животноводческий и рыбколхоз. Был построен клуб, это время можно считать рассветом хутора. За железной дорогой, со стороны поля, молодым семьям давались участки, так появились улицы Буденного и Первомайская.
До революции название было Мурзы. С таким же названием была и железнодорожная станция, в настоящее время — станция Мержаново.

## Мержановский маяк
В 2017 году в окрестностях хутора проводились съёмки телесериала «Смотритель маяка», для которых были сооружены декорации в виде маяка и нескольких домиков. Маяк вскоре стал местной достопримечательностью. После окончания съёмок эти декорации собирались сжечь. В 2019 году территория маяка была сдана в аренду и огорожена забором. Въезд и проход на территорию стали платными. Стоимость входа на территорию для взрослых – 300 рублей на август 2022. Есть скидка на билеты детям и пенсионерам – 150 рублей. Также, рядом с маяком находится контактный зоопарк, вход в который оплачивается отдельно.
На вершине обрывистого берега находятся: смотровая площадка, туалеты, беседка, сувенирные киоски, лавочки для отдыха, качели, два пианино. Спуск на берег — пешеходный и автомобильный. На пешеходном спуске имеются лавочки для отдыха. На берегу имеются отдельные домики с мангалами. Берег Таганрогского залива глинистый, дно — грязевое, море очень мелкое.

## Галерея

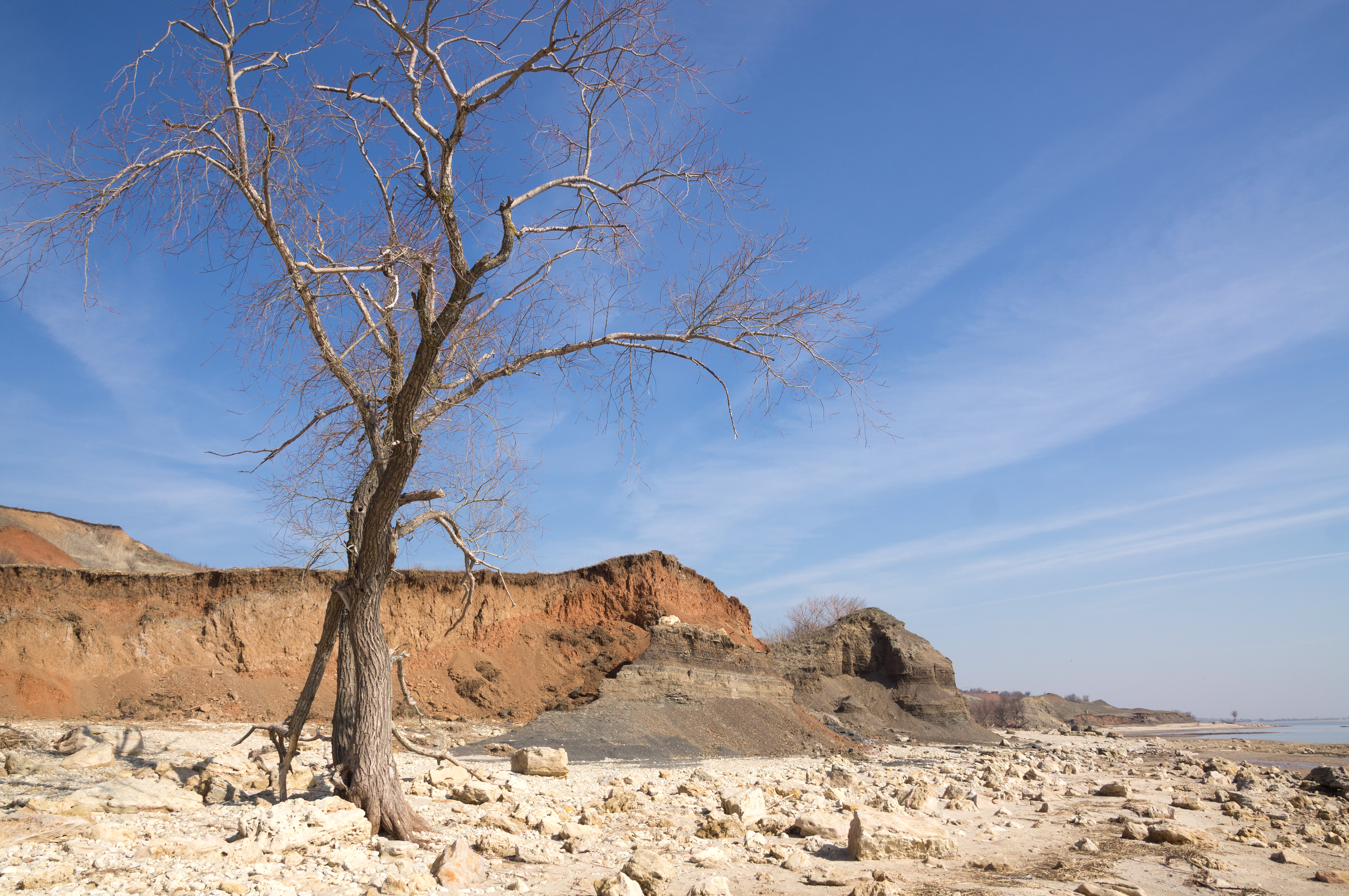
Берег Азовского моря в Мержаново
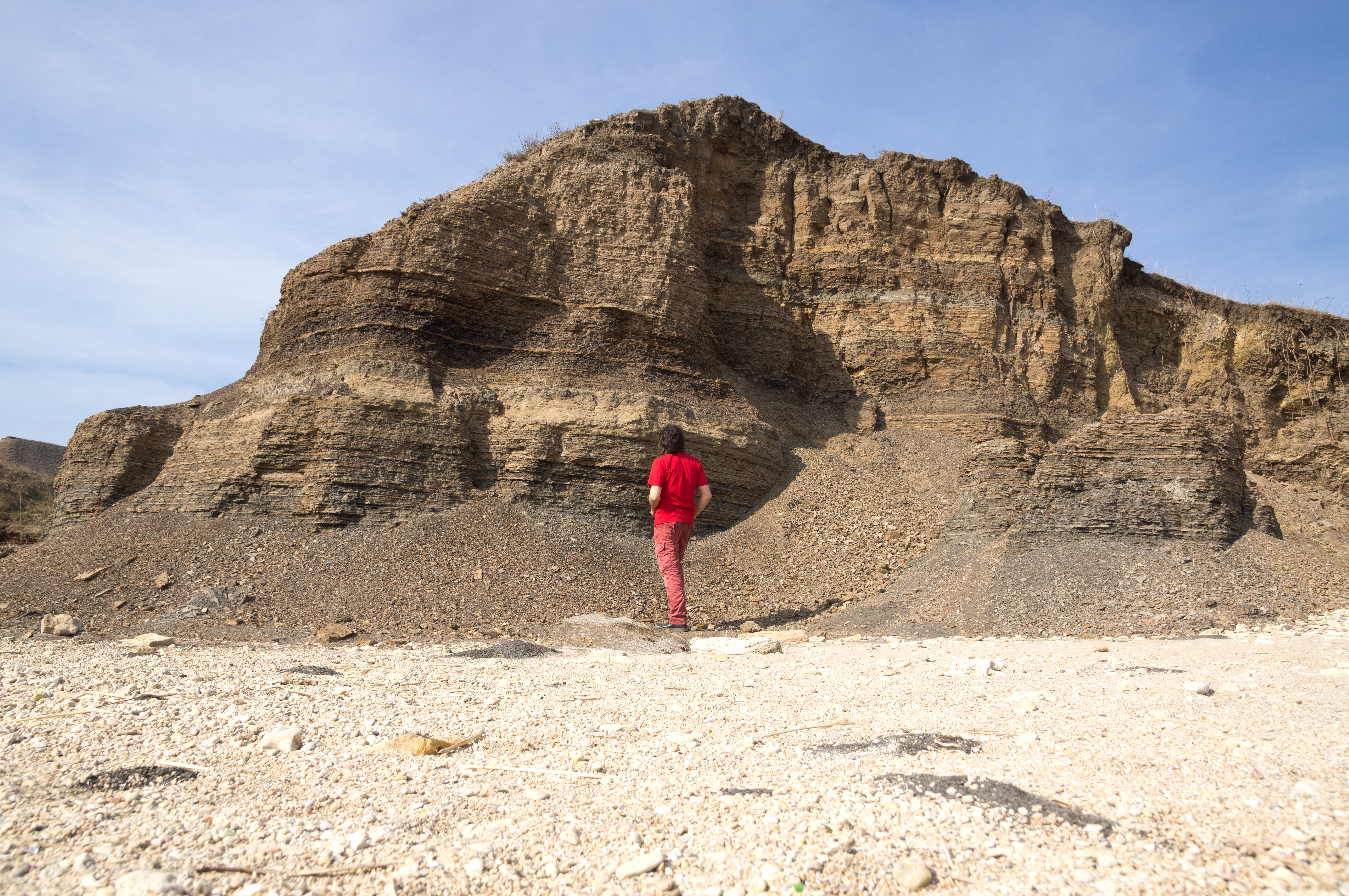
Древние депозиты-отложения на пляже
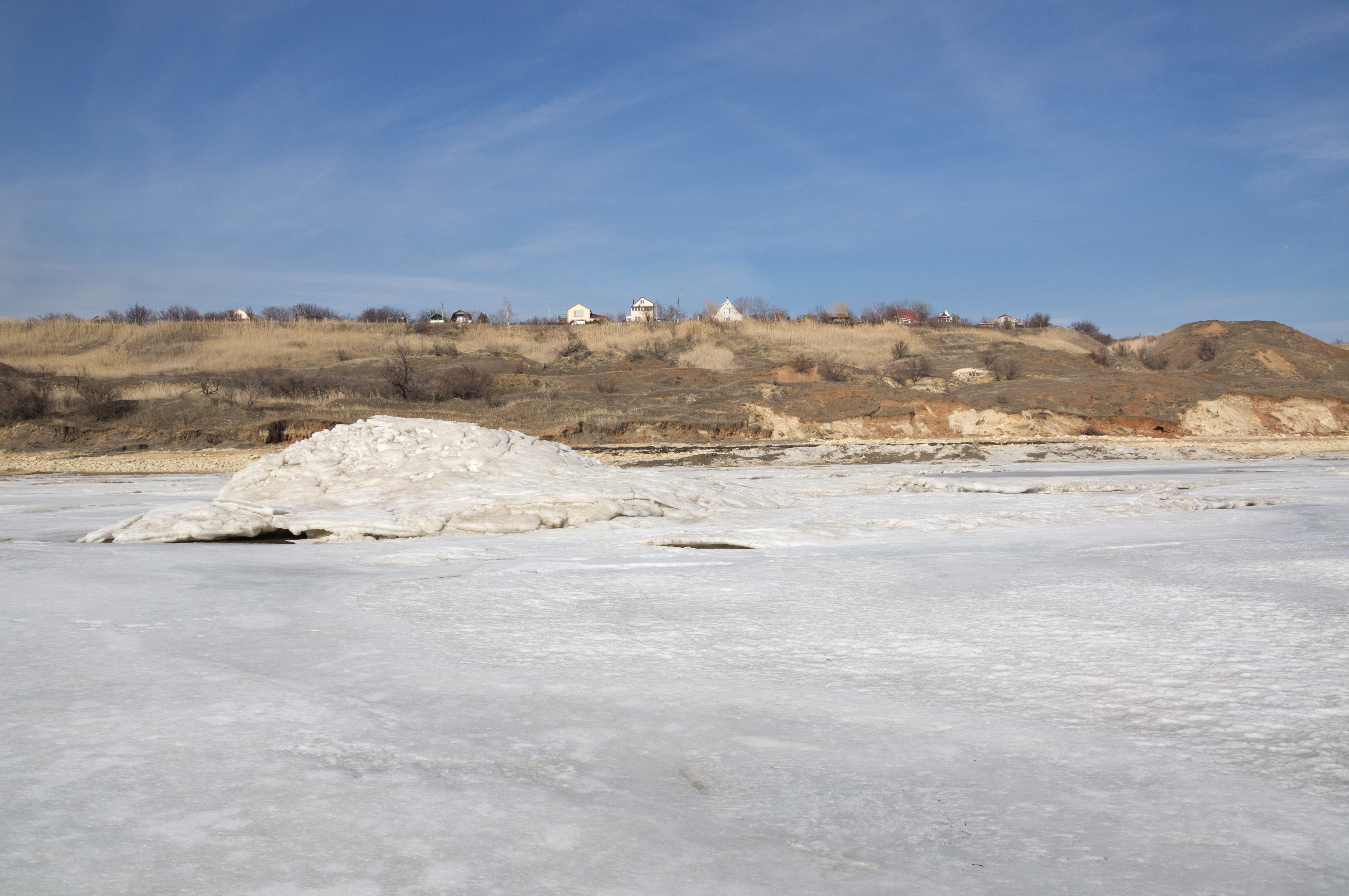
Мержаново зимой
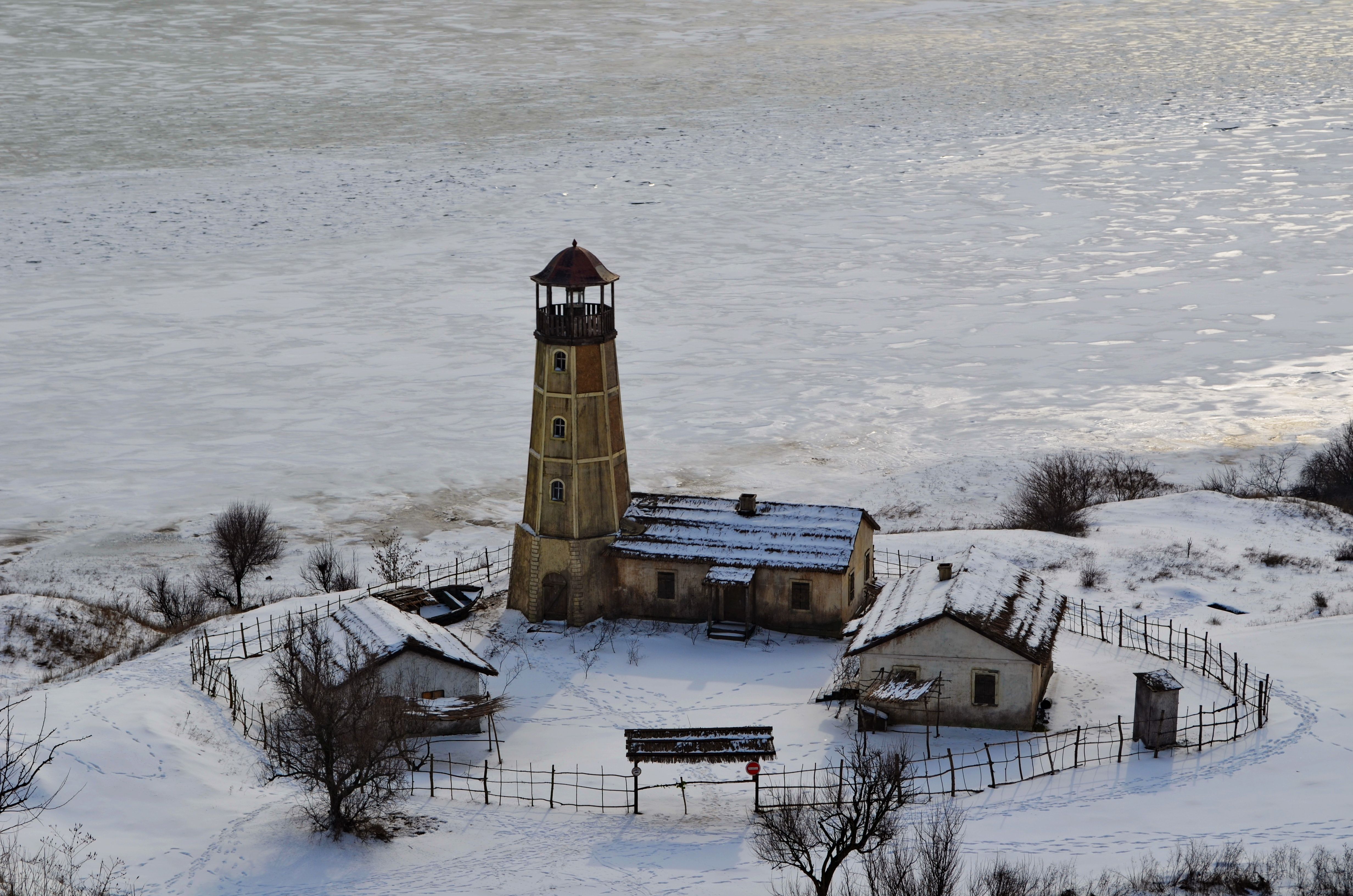
Маяк в 2018 году
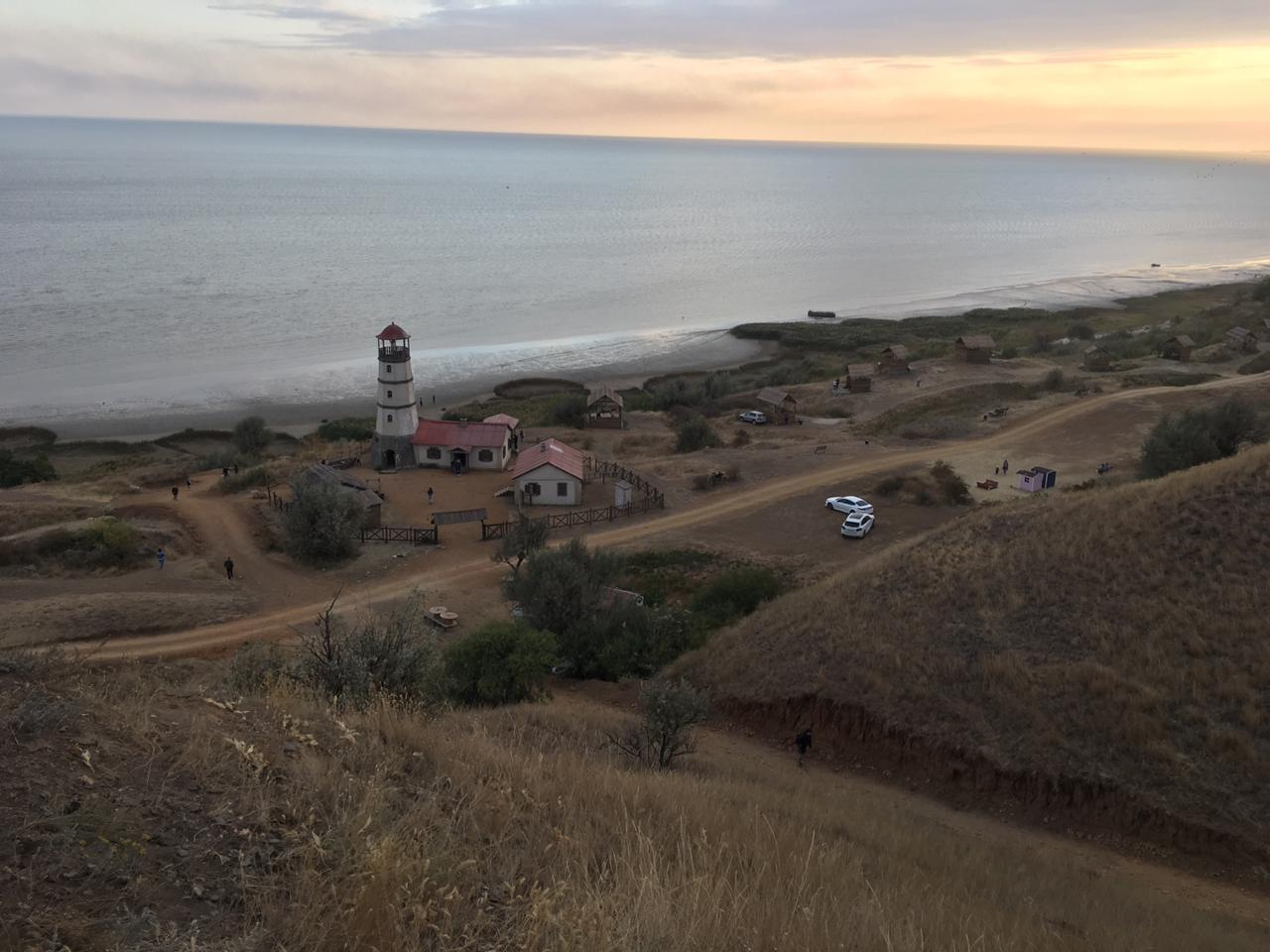
Маяк в 2020 году

## Население
| 2010 |
| ---- |
| 843  |